# 必能宝公司
必能宝股份有限公司是一家美国科技公司，以生产邮资机及其他邮寄设备和服务而闻名，并向电子商务、软件和其他技术领域拓展。公司于 1920 年 4 月 23 日由发明了第一台商用邮资机的亚瑟·皮特尼和沃尔特·鲍斯创立，当时名为"必能宝邮资机公司"（Pitney Bowes Postage Meter Company）。
截至2021年，该公司为全球约 75 万名客户提供邮寄和运输服务、全球电子商务物流和金融服务。必能宝公司是美国邮政局认证的“工作共享合作伙伴”，每年帮助该机构分拣和处理150亿件邮件。必能宝公司还受委托进行了与国际电子商务相关的调查。 
必能宝总部位于康涅狄格州斯坦福，截至2021年10月在全球拥有约11,000名员工。

## 拓展阅读
- Cahn, William. . New York: Harper & Brothers. 1961.